# Опалев, Игорь Николаевич
И́горь Никола́евич О́палев (род. 17 февраля 1973 года, Глазов, Удмуртская АССР, РСФСР, СССР) — российский  хоккеист.

## Биография
Воспитанник глазовской хоккейной школы, игровую карьеру начал в 1993 году в местном клубе «Прогресс». С 1994 по 1997 годы играл в составе кирово-чепецкой «Олимпии», в сезоне 1997/1998 играл в новокузнецких «Металлурге» (в матчах переходного турнира РХЛ) и «Металлурге-2». В сезоне 1998/1999 играл в составе клуба Суперлиги — нижнекамском «Нефтехимике».
После 1999 года в основном представлял клубы высшей и первой лиг российского чемпионата — клуб «Воронеж» (1999/2000), вновь «Олимпию» (2000—2004), и вновь родной «Прогресс» (2004—2009).
В сезоне 1999/2000 в составе киевского «Беркута» победил в розыгрыше чемпионата ВЕХЛ.
В сезоне 2003/2004 в составе новополоцкого клуба «Химик-СКА» участвовал в розыгрыше чемпионата Белоруссии.